# Bactrocera caudata
Bactrocera caudata
 es una especie de díptero que Fabricius describió por primera vez en 1805. Bactrocera caudata pertenece al género Bactrocera de la familia Tephritidae. 